# Café Lisboa
El Café Lisboa és un local d'oci de la ciutat de València, ubicat a la plaça del Doctor Collado de Ciutat Vella. Va ser obert per Toni Peix al carrer dels Cavallers, i des del 1985 està regentat per Joan Antoni Rodilla i Josep Benet, finit el 2007. El 1995 van canviar la ubicació a l'actual, inaugurant amb una exposició de Paco Jarque.